# 데이비드 테퍼

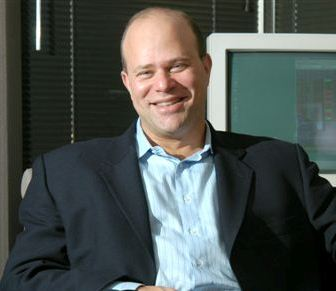
2006년 모습

데이비드 테퍼(David Tepper, 본명: 데이비드 앨런 테퍼, David Alan Tepper, 1957년 9월 11일 ~ )는 미국의 억만장자 헤지펀드 매니저이다. 그는 내셔널 풋볼 리그(NFL)의 캐롤라이나 팬서스(Carolina Panthers)와 메이저 리그 사커(MLS)의 샬럿 FC의 구단주이다. 테퍼는 플로리다주 마이애미비치에 본사를 둔 글로벌 헤지펀드인 아팔루사 매니지먼트(Appaloosa Management)의 창립자이자 사장이다.
1978년 피츠버그 대학교에서 경제학 학사 학위를 취득했고, 1982년 카네기 멜런 대학교에서 MBA를 취득했다. 2013년에 그는 자신의 이름을 딴 테퍼 경영대학원이 있는 카네기 멜론에 자신의 가장 큰 기부금인 6,700만 달러를 기부했다.
2012년 과세 연도에 인스티튜셔널 인베스터(Institutional Investor)의 알파(Alpha)는 테퍼의 22억 달러 급여를 헤지 펀드 매니저 중 세계 최고 수준으로 평가했다. 그는 포브스의 '2018년 최고 수익 헤지 펀드 매니저'에서 연간 수익 15억 달러로 3위를 차지했다. 2010년 뉴욕 (잡지)의 프로필에서는 그를 "업계 내에서 영웅 숭배의 대상"으로 묘사했으며, 한 투자자는 그를 "황금의 신"이라고 불렀다. 테퍼는 결국 이 헤지펀드를 패밀리 오피스로 전환할 계획을 밝혔다.